# Boyeria karubei
Boyeria karubei е вид водно конче от семейство Aeshnidae. Видът не е застрашен от изчезване.

## Разпространение
Разпространен е във Виетнам, Китай (Гуандун, Гуанси, Гуейджоу и Хайнан) и Лаос.

## Описание
Популацията на вида е намаляваща.